# Tibetanski budizem
Tibetanski budizem, Znan tudi kot tibetsko-mongolski budizem, indo-tibetanski budizem, lamaizem, lamaistični budizem, himalajski budizem in severni budizem, je oblika budizma, ki se izvaja v Tibetu, Butanu in Mongoliji. Ima tudi precejšnje število privržencev na območjih okoli Himalaje, vključno z indijskimi regijami Ladak, Darjeeling, Sikim in Arunačal Pradeš, pa tudi v Nepalu. Manjše skupine praktikantov lahko najdemo v Srednji Aziji, nekaterih regijah Kitajske, kot so severovzhodna Kitajska, Šindžjang, Notranja Mongolija, in nekaterih regijah Rusije, kot so Tuva, Burjatija in Kalmikija.
Tibetanski budizem se je razvil kot oblika mahajanskega budizma, ki izhaja iz najnovejših stopenj budizma (ki je vključeval številne elemente vadžrajane). Tako ohranja številne indijske budistične tantrične prakse zgodnjega srednjeveškega obdobja po Gupti (500–1200 n. št.), skupaj s številnimi domačimi tibetanskimi spremembami. V predmoderni dobi se je tibetanski budizem razširil zunaj Tibeta predvsem zaradi vpliva mongolske dinastije Juan, ki jo je ustanovil Kublajkan, ki je vladal Kitajski, Mongoliji in delom Sibirije. V moderni dobi se je tibetanski budizem razširil izven Azije zaradi prizadevanj tibetanske diaspore (od leta 1959 naprej). Ko je dalajlama pobegnil v Indijo, je Indijska podcelina znana tudi po preporodu tibetanskih budističnih samostanov, vključno z obnovo treh glavnih samostanov tradicije gelug.
Poleg klasičnih mahajanskih budističnih praks, kot je deset popolnosti, tibetanski budizem vključuje tudi tantrične prakse, kot sta božanska joga in šest dharm Narope, ter metode, ki veljajo za preseganje tantre, kot je dzogčen. Njegov glavni cilj je budovstvo. Primarni jezik preučevanja svetih spisov v tej tradiciji je klasična tibetanska.
Tibetanski budizem ima štiri glavne šole, in sicer njingma (8. stoletje), kagju (11. stoletje), sakja (1073) in gelug (1409). Jonang je manjša šola, ki obstaja, gibanje Rimé (19. stoletje), ki pomeni »brez strani«, pa je novejše nesektaško gibanje, ki poskuša ohraniti in razumeti vse različne tradicije. Prevladujoča duhovna tradicija v Tibetu pred uvedbo budizma je bila Bon, na katero je močno vplival tibetanski budizem (zlasti šola Nyingma). Čeprav je vsaka od štirih glavnih šol neodvisna in ima svoje samostanske ustanove in voditelje, so tesno povezane in se prepletajo s skupnimi stiki in dialogom.